# ブレヴィロストレス類
ブレヴィロストレス類は、アリゲーター上科とクロコダイル上科を含むワニ目の側系統群。ブレヴィロストレス類のワニは吻部が小さく、対して吻部の長いガビアルと区別される。系統学的にはアメリカアリゲーターとナイルワニの最も近い共通祖先とその全ての子孫として定義されている。この分類は化石種や現生主の骨格の特徴の分析に焦点を当てた形態学的研究に基づいており、特異的な頭骨構造ゆえにガビアルをグループから除外している。以下に単純化したクラドグラムを示す。

|                      | ガビアル上科                                                          |
|                      |                                                                       |
| ブレヴィロストレス類 | \| \| アリゲーター上科 \| \| \| \| \| \| クロコダイル上科 \| \| \| \| |
|                      | \| \| アリゲーター上科 \| \| \| \| \| \| クロコダイル上科 \| \| \| \| |
|                      | アリゲーター上科                                                      |
|                      |                                                                       |
|                      | クロコダイル上科                                                      |
|                      |                                                                       |

|  | アリゲーター上科 |
|  |                  |
|  | クロコダイル上科 |
|  |                  |

しかし、DNAシークエンシングを用いた分子系統解析で、クロコダイルとガビアルがアリゲーターよりも互いに近縁であることが判明し、ブレヴィロストレス類は同研究で否定された。新しいLongirostres (en) が Harshman et al.,  2003 で命名されており、以下にそのクラドグラムを示す。

|              | アリゲーター上科                                                  |
|              |                                                                   |
| Longirostres | \| \| ガビアル上科 \| \| \| \| \| \| クロコダイル上科 \| \| \| \| |
|              | \| \| ガビアル上科 \| \| \| \| \| \| クロコダイル上科 \| \| \| \| |
|              | ガビアル上科                                                      |
|              |                                                                   |
|              | クロコダイル上科                                                  |
|              |                                                                   |

|  | ガビアル上科     |
|  |                  |
|  | クロコダイル上科 |
|  |                  |

## 研究史
ブレヴィロストレス類は1890年にカール・アルフレート・フォン・ツィッテルが命名した。ツィッテルはガビアル属が現在ではガビアルモドキとも呼ばれるマレーガビアル属に近縁であると考え、彼らをブレヴィロストレス類から除外した。マレーガビアル属は伝統的にはガイアル属と近縁とは考えられておらず、むしろクロコダイル科に分類されるが、後の分子系統解析はマレーガビアル属をガビアル属に近縁とするツィッテルの見解を支持している。もしこの分類が認められるならば、ブレヴィロストレス類はワニ目のジュニアシノニムとなる。ブレヴィロストレス類がマレーガビアル属を含む全てのメンバーの最近共通祖先とその全ての子孫として定義されるのであれば、共通祖先の子孫にはガビアルも含まれ、従って全てのワニが包含されるのである。

## 進化史
ブレヴィロストレス類がアリゲーター上科とクロコダイル上科からなる単系統群であるとすると、後期白亜紀のうちにブレヴィロストレス類が派生し、K-Pg境界を迎えるまでに2つの上科へ枝分かれしたことになる。最初期のアリゲーター上科ではカナダ・アルバータ州から化石が産出したレイディオスクス、クロコダイル上科ではアメリカ合衆国ワイオミング州から産出したプロディプロキノドンが知られている。産出層準の地質時代はそれぞれカンパニアン期とマーストリヒチアン期である。
なお、白亜紀の1つ後の時代である新生代古第三紀の地層からは、プリスティカンプスス（始新世、ヨーロッパ）とプラノクラニア（暁新世 - 始新世、中国）に代表されるプリスティカンプスス亜科が発見されている。Salisbury et al., 2006によると、彼らはブレヴィロストレス類とガビアル上科が枝分かれした後、後期白亜紀のうちにブレヴィロストレス類との共通祖先から派生したとされる。